# Tererito
Il tererito è una bevanda analcolica frizzante a base di Erba Mate, un'erba del Paraguay rinfrescante e tonificante.
Ha un colore giallo-verde e una schiuma bianca, e viene distribuita e venduta principalmente attraverso le Botteghe del Mondo che commercializzano i prodotti del commercio equo e solidale.
Gli ingredienti del tererito sono: acqua, zucchero di canna, anidride carbonica, estratto di Erba Mate, acido citrico e aromi.
Lo zucchero di canna proviene dal progetto di commercio equo e solidale che coinvolge la cooperativa Coopecanera in Costa Rica, l'Erba Mate proviene invece dal progetto brasiliano SemTerra.